# نمسیس (رزیدنت ایول)
نمسیس (به ژاپنی: 追跡者، به انگلیسی: Nemesis) یکی از شخصیت‌های ساختگی در مجموعه بازی‌های ویدئویی رزیدنت ایول ساختهٔ شرکت کپ‌کام است که اولین بار در نسخهٔ رزیدنت ایول ۳: نمسیس ظاهر می‌شود.
نمسیس یک سلاح بیو ارگانیک آزمایشی که شرکت آمبرلا توسط القای انگل ان‌ئی-آلفا در ستون فقرات تایرنت تی-۱۰۳ که او را تبدیل به قویترین سلاح بیو ارگانیک مبدل کرد. این نوع مخصوص از نمسیس به عنوان شخصیت اصلی منفی در بازی رزیدنت ایول ۳ ظاهر می‌شود. او در شهر راکون رها شد و دستور از بین بردن تمام اعضای S.T.A.R.S را داشت. نمسیس به صورت شخصیتی بیرحم، قوی، پراستقامت و نسبتاً با هوش و فهم بالا نمایش داده می‌شود. برخلاف تایرنت‌های مدل قبلی او، نمسیس توانایی خود را در به‌کارگیری از جنگ‌افزار و سلاح‌های گرم برای رسیدن به هدف خود نشان می‌دهد. همچنین او قابلیت تفکر نیز دارد، مانند هنگامی که به هلیکوپتر نجات شلیک و باعث سقوط آن می‌شود، و حتی قادر به کمی صحبت کردن است (او مدام کلمهٔ استارز را با تلفظ‌های گوناگون تکرار می‌کند).
صداپیشگی این شخصیت بر عهده آنتونی روساتو در بازی اصلی، و گرگ برگر در نسخهٔ رزیدنت ایول: مأموریت شهر راکون (۲۰۱۲) است. در نسخهٔ بازسازی رزیدنت ایول ۳ صداپیشگی این شخصیت توسط دیوید کاکمن انجام شده‌است و نیل نیوبورن کار ضبط حرکت او را ارائه می‌دهد. او در فیلم رزیدنت ایول: آخرالزمان (۲۰۰۴) با نقش‌آفرینی متیو جی. تیلور حضور داشته‌است. نمسیس همچنین در چندین فرنچایز دیگر نیز حضور داشته‌است، که از جمله آن می‌توان به شخصیت قابل بازی در مجموعه کراس‌اور مارول در برابر کپ‌کام و بازی مرگ سحری (۲۰۱۶) اشاره کرد.